# Фелипе Араруна Хоффманн
Фелипе Араруна Хоффманн (порт.-браз. Felipe Araruna Hoffmann; род. 12 марта 1996 года в Порту-Алегри, Бразилия) — бразильский футболист, полузащитник клуба «Рединг».

## Клубная карьера
Араруна — воспитанник клуба «Сан-Паулу». 25 февраля 2017 года в поединке Лиги Паулиста против «Новоризонтино» Фелипе дебютировал за основной состав. 25 июня в матче против «Флуминенсе» он бразильской Серии A. В начале 2019 года Араруна был арендован клубом «Форталеза». В матче Копа де Нордесте против «Сеары» он дебютировал за новую команду. 
В начале 2020 году Араруна перешёл в английский «Рединг». 8 февраля в матче против «Халл Сити» он дебютировал в Чемпионшипе. 